# Victoria II
Victoria II là trò chơi máy tính thuộc thể loại wargame đại chiến lược do hãng Paradox Development Studio phát triển và Paradox Interactive phát hành, phần tiếp theo của Victoria năm 2003. Nó đã được công bố vào ngày 19 tháng 8 năm 2009 và được phát hành vào ngày 13 tháng 8 năm 2010.
Virtual Programming đã phát hành phiên bản game cho Mac OS X vào ngày 17 tháng 9 năm 2010. Như phiên bản trước, Victoria II cho phép người chơi nắm quyền kiểm soát và quản lý một nhà nước thế kỷ 19 bao gồm các mặt chính trị, ngoại giao, kinh tế, quân sự và công nghệ của mình.

## Lối chơi

Một bức hình xem trước của Victoria II hiển thị các chế độ bản đồ chính trị, giao diện, ở miền Bắc nước Ý năm 1836.

Victoria II bao quát toàn cầu từ năm 1836 đến đầu năm 1936 với hơn 200 quốc gia có thể chơi được. Cũng giống như phiên bản trước, Victoria II tập trung vào quản lý nội bộ, bao gồm công nghiệp hóa và thay đổi xã hội/chính trị trong một quốc gia với hàng chục hình thái chính phủ khác nhau. Trò chơi mang đến rất nhiều tầm quan trọng cho nền kinh tế của một quốc gia bằng việc có một hệ thống thị trường phức tạp với hơn 50 loại hàng hóa và các nhà máy. Trong khi chiến tranh là một thành phần của trò chơi nhưng không còn là trọng tâm chính như trong các game khác của Paradox như dòng Hearts of Iron.
Dân số của các quốc gia được chia thành các nền văn hóa, tôn giáo và nghề nghiệp. Có những nhóm dân số khác nhau hoặc "những tầng lớp khác" bao gồm quý tộc, viên chức, giáo sĩ, nhà tư bản, thư ký, thợ thủ công, quân nhân, người lao động và nông dân. Victoria II giới thiệu hai nhóm mới là nghệ nhân và các quan chức. Như trong các tựa game khác của Paradox như Europa Universalis, nhiệm vụ lịch sử là những mục tiêu rất nhỏ trong trò chơi lớn hơn đã được thêm vào. Hiện có hàng ngàn sự kiện lịch sử và các quyết định. Những sự kiện và các lực lượng dân tộc có thể dẫn đến việc kiến tạo hoặc tan rã của các quốc gia dân tộc.
Victoria II có một số thay đổi và cải tiến từ phiên bản trước. Giao diện được sắp xếp hợp lý khi so sánh với bản gốc, như được nhà sản xuất Johan Andersson mô tả là "giao diện mà Chúa quên". Tự động hóa các nhiệm vụ khác nhau đã được thêm vào, bao gồm cả thương mại và xúc tiến dân số. Hệ thống giáo dục đã được đại tu nhờ sử dụng giới giáo sĩ giáo dục con người của các tôn giáo giống nhau, và mỗi nhóm dân số hiện nay có tỷ lệ biết chữ của riêng mình. Giáo dục và tầm quan trọng biết chữ được phản ánh trong hệ thống công nghệ rộng lớn chứa đựng hàng ngàn phát minh. Ngoài ra, chức năng của hệ tư tưởng trong game đã được tinh chỉnh để các nhóm dân cư trở nên nhạy cảm hơn với những thay đổi về tình hình của đất nước họ, cũng như xu hướng khuấy động các mức độ cụ thể của những cuộc cải cách chính trị và xã hội.

### Kinh tế
Hệ thống kinh tế trong Victoria II cố gắng để mô phỏng dòng tài nguyên trong một thị trường thế giới. Tất cả các lãnh địa (gọi là tỉnh) trong game đều tạo ra một nguồn tài nguyên trong hoạt động thu thập tài nguyên hoặc RGO. Một số tài nguyên, chẳng hạn như lúa mì chỉ có thể được yêu cầu chủ yếu do dân số của người chơi. Các vật liệu khác, như sắt dành cho ngành công nghiệp tiêu thụ nhưng vẫn có thể giao dịch.
Sản xuất và hệ thống tỷ lệ thất nghiệp từ bản gốc Victoria đã được sửa đổi để phản ánh tốt hơn các lực lượng thị trường, trong khi ở bản gốc thì nhà nước cung cấp kinh phí cho các nguồn tài nguyên và người chơi sở hữu một loạt các tùy chọn nào đó để xây dựng nền kinh tế của họ, miễn là họ có quyền tiếp cận các nguyên vật liệu thích hợp. Tất cả các nguồn tài nguyên có thể được ngành công nghiệp thu thập hoặc sản xuất. Trò chơi cũng có một hệ thống sản xuất thủ công mô phỏng nền kinh tế tiền công nghiệp.

### Ngoại giao
Victoria II chứa đựng một mô phỏng chính trị sâu sắc phản ánh trong hàng chục loại hình chính phủ khác nhau, một hệ thống phạm vi ảnh hưởng mới, ngoại giao pháo hạm và một hệ thống bầu cử mới với các chính phủ liên hiệp và cơ quan lập pháp.
Chính sách ngoại giao trong Victoria II tương tự như các tựa game khác của Paradox. Mỗi quốc gia có một mối quan hệ giá trị –200 đến +200 đại diện cho bao nhiêu thứ họ thích lẫn nhau. Ngoại giao và hành động trong trò chơi thay đổi mối quan hệ xung quanh này và yếu tố trong các quyết định của AI. Tuy nhiên, Paradox Interactive đã mở rộng các bộ phận của hệ thống này. Mục tiêu chiến tranh từ Heir to the Throne, một bản mở rộng của Europa Universalis III đã được tích hợp dù chúng hoạt động theo một cách hơi khác nhau. Mục tiêu chiến tranh xa hơn có thể được thêm vào như khi chiến tranh đang diễn ra, dù điều này không ảnh hưởng đến tính khí của dân số. Thất bại trong việc đạt được mục tiêu chiến tranh sẽ làm tăng tính chiến đấu của người dân từ đó dẫn đến bạo loạn.
Trong trò chơi việc điều khiển một cường quốc (Great Powers) cung cấp lựa chọn ngoại giao đặc biệt không có sẵn cho các nước khác. Cường quốc không chỉ ảnh hưởng tới một quốc gia nhìn thấy chúng, họ còn có khả năng thêm vào sử dụng ảnh hưởng của mình lên các nước khác để thay đổi nhận thức của họ về các cường quốc khác. Cuộc đấu tranh giành ảnh hưởng của các cường quốc phát động trên toàn thế giới không phải là một cơ sở song phương đơn giản nhưng xảy ra với từng bên trong các quốc gia khác nhau, bổ sung thêm một khía cạnh ngoại giao không có trong bản Victoria đầu.

### Chiến tranh
Chiến tranh được coi là một ưu tiên thấp hơn so với chính trị và kinh tế trong Victoria II mặc dù nó theo mô hình cơ bản được sử dụng trong các game đại chiến lược Paradox khác, với quân đội di chuyển giữa các tỉnh, giao tranh với quân đối phương và đánh chiếm lãnh thổ đối phương. Hệ thống chiến đấu cơ bản là sự kết hợp của các hệ thống được sử dụng trong Europa Universalis III, Europa Universalis: Rome và Hearts of Iron III. Một thành phần quan trọng để chiến đấu là "khu vực đóng quân": số lượng các đơn vị trong quân đội ở tiền tuyến sẽ giảm khi công nghệ được cải thiện để mô phỏng sự thay đổi từ quân đội lưu động với các hầm hào liên tiếp của Thế chiến I.
Một số khía cạnh của quân đội đã được thay đổi từ Victoria. Các đơn vị cơ sở đã giảm từ một sư đoàn 10.000 quân thành một lữ đoàn 3.000 quân, không còn được lấy từ nguồn nhân lực quốc gia mà lấy trực tiếp từ một POP người lính của một tỉnh mà lữ đoàn vẫn còn kết nối. Một khía cạnh mới cho quân đội là đơn vị trinh sát. Đây là một giá trị ban thêm điểm thưởng (hoặc phạt, nếu thấp) khi chiếm lãnh địa và đánh bại đội quân đối phương, thế nhưng khi chiến trận kéo dài thì giá trị trinh sát bị giảm xuống. Các đơn vị như kỵ binh và máy bay trinh sát có giá trị cao và được dự định sử dụng như là những đơn vị do thám.

## Phát triển
Quyết định tạo ra Victoria II bị ảnh hưởng bởi cuộc bầu chọn trên các diễn đàn Paradox Interactive và tranh luận trong công ty. Giám đốc điều hành của Paradox Interactive, Fredrik Wester công bố công khai niềm tin của ông rằng trò chơi sẽ không bao giờ đạt được lợi nhuận trong khi các thành viên khác của công ty như Johan Andersson thì tự tin nó sẽ kiếm được lợi nhuận. Để kết thúc Wester hứa rằng nếu game thực sự tạo ra lợi nhuận thì ông sẽ cạo đầu của mình và gửi hình ảnh lên diễn đàn này. Niềm tin này xuất phát từ con số bán hàng mờ nhạt của bản game đầu tiên. Nó đã được tiết lộ trong một cuộc phỏng vấn của Đức với Frederik rằng 70.000 bản sẽ cần phải được bán để Victoria II đạt được lợi nhuận. Ngày 17 tháng 6, Jessica Chobot từ IGN đã cạo đầu giúp ông.

## Bản mở rộng
A House Divided (AHD) được công bố tại Hội chợ Triển lãm Giải trí Điện tử 2011 (Electronic Entertainment Expo). như là một bản mở rộng với mục tiêu nhằm "[nâng cao] khía cạnh chính trị và kinh tế của trò chơi, tập trung vào thời kỳ Nội chiến Mỹ". Nó được phát hành vào ngày 2 tháng 2 năm 2012 dành cho Windows và ngày 30 tháng 3 năm 2012 cho OS X, mặc dù hiện nay chỉ có thể mua bằng cách tải về. Bản mở rộng này gồm:
- Điểm khởi đầu mới vào năm 1861, cho phép người chơi trải nghiệm cuộc Nội chiến Mỹ từ đầu.
- Lý do sản xuất để đi đến chiến tranh với các nước khác đều nằm trong tên của trò chơi quyền lực tuyệt vời.
- Khai hóa quốc gia của người chơi với những con đường cải cách mới khác nhau để cuối cùng sánh vai với các quốc gia phương Tây.
- Đầu tư xây dựng cơ sở hạ tầng và các nhà máy ở các nước khác để tăng cường mối quan hệ của họ với người chơi.
- Hệ thống chính trị sâu sắc hơn với các tùy chọn tập trung quốc gia mới và các loại hình cải cách mới.
- Một hệ thống phong trào nhân dân mới có thể làm xoa dịu hay đàn áp, nhưng nếu bỏ qua sẽ trở thành những người cách mạng của ngày mai.
- Giao diện được cải thiện với nhiều thông tin dễ dàng có sẵn và cải thiện lối chơi.
- Trung Quốc hiện nay được chia thành các phe phái quân phiệt còn gọi là các lãnh chúa cho phép tương tác nhiều hơn ở vùng Viễn Đông.

Ngày 31 tháng 1 năm 2013, Paradox công bố kế hoạch phát hành một bản mở rộng mới mang tên Heart of Darkness, được phát hành vào ngày 16 tháng 4 năm 2013 bao gồm các tính năng sau:
- Một nhánh hệ thống thực dân mới
- Một hệ thống hải chiến mới
- Thay đổi đáng kể bộ chiến
- Giới thiệu về các cuộc khủng hoảng quốc tế
- Giới thiệu các tờ báo cung cấp thông tin về các sự kiện trên thế giới
- Một vài điều chỉnh về sản xuất công nghiệp

## DLC khác
Một lựa chọn các gói DLC nhỏ hơn đã được làm sẵn để dành cho Victoria II. Có chút ít đến không có hiệu lực vào lối chơi nhưng làm thay đổi diện mạo hoặc âm nhạc của trò chơi, và rẻ hơn nhiều so với các đối tác lớn của họ.
- Victoria II: Interwar Spritepack
- Victoria II: Interwar Artillery Spritepack
- Victoria II: Planes Spritepack
- Victoria II: A House Divided - American Civil War Spritepack
- Victoria II: Songs of the Civil War
- Victoria II: German Unit Pack
- Victoria II: Interwar Engineer Unit Pack

## Đón nhận
Victoria II nhận được những lời đánh giá thiện chí, đạt trung bình 75% trên Metacritic. GameSpot nói rằng quản lý vi mô có ít hơn nhiều hơn so với phiên bản trước. Người nhận xét nói: "Nhờ có một giao diện và hướng dẫn thân thiện, Victoria II có thể chơi lại nhiều hơn và thú vị hơn phiên bản trước." GameShark ít nhiệt tình. Người nhận xét nói: "Là một trò chơi chiến lược, Victoria II khiến tôi thất vọng. Là một đống chi tiết vì lợi ích của chi tiết, còn thông tin mà tôi thực sự muốn chẳng bao giờ nằm trong tầm tay. Các quyết định mà tôi chọn xem ra phần lớn không quan trọng, làm thay đổi trò chơi chỉ nhờ một quá trình chậm dần lên. Mô hình hóa đã vượt qua thiết kế trò chơi. Hãy xem Victoria II là thứ thuốc ru ngủ và thường xuyên đầy cảm hứng. Thật không may, bạn chỉ thỉnh thoảng có thể muốn chơi nó."

## Phần tiếp theo
Trong mục Ask Me Anything trên reddit vào tháng 10 năm 2013, giám đốc Paradox Development Studio Johan Andersson nói rằng họ sẽ cân nhắc thực hiện một phần tiếp theo của Victoria II, nhưng điều này có khả năng sẽ đến sau Hearts of Iron IV.